# Mladen Krstajić
Mladen Krstajić (cyr. Младен Крстајић; ur. 4 marca 1974 w Zenicy) – serbski trener i piłkarz występujący na pozycji obrońcy.

## Kariera
Mladen Krstajić rozpoczynał karierę w wieku 10 lat w klubie NK Čelik Zenica, gdzie występował do 1992 roku, kiedy to przeszedł do OFK Kikinda. W tym zespole Serb grał przez trzy lata, aż w 1995 roku przeszedł do Partizana Belgrad. W Belgradzie występował przez 5 lat, po czym został wytransferowany do Niemiec, a konkretnie do Werderu Brema. Następnym klubem w karierze obrońcy było FC Schalke 04, dla którego rozegrał 131 meczów w Bundeslidze. 5 czerwca 2009 roku Krstajić powrócił do ojczyzny i podpisał dwuletni kontrakt z Partizanem Belgrad. Po sezonie 2010/2011 ogłosił zakończenie sportowej kariery.
W reprezentacji Serbii debiutował w 5 września 1999 roku w wygranym 3:1 towarzyskim spotkaniu z Macedonią, lecz wtedy Serbia grała jeszcze jako Jugosławia. W 2006 roku Ilija Petković powołał Krstajicia na Mistrzostwa Świata, gdzie wraz z Goranem Gavranciciem, Nemanją Vidiciem i Ivicą Dragutinoviciem tworzył linię obrony. W sumie w kadrze Krstajić rozegrał 59 meczów i strzelił 2 gole.